# Brejo Grande do Araguaia
Brejo Grande do Araguaia è un comune del Brasile nello Stato del Pará, parte della mesoregione del Sudeste Paraense e della microregione di Marabá.